# Brytania

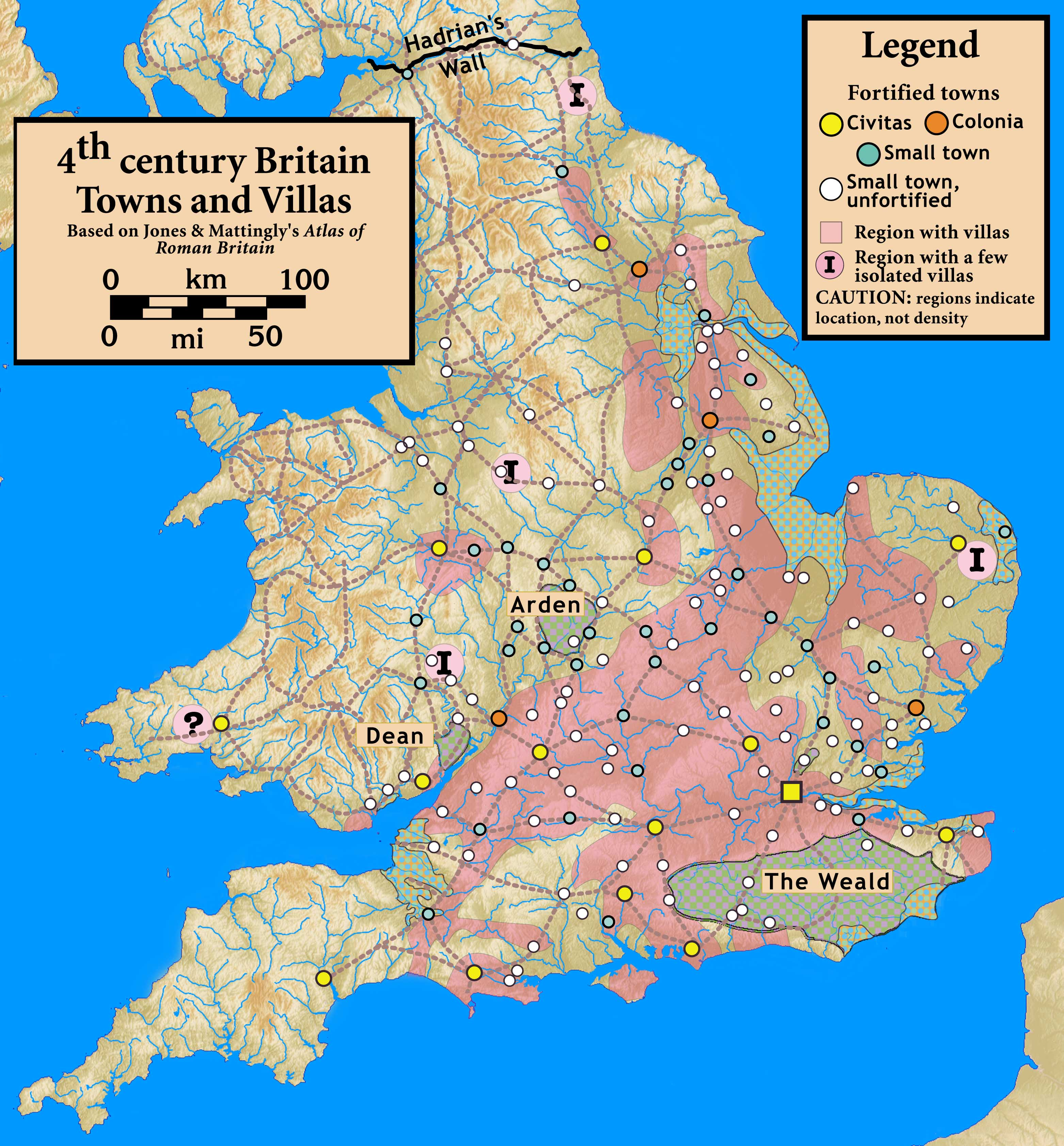
Mapa Brytanii w IV wieku; zaznaczone większe ośrodki miejskie oraz obszary na których budowane były willa rzymska (kolor czerwony)

Brytania (łac. Britannia) – nazwa stosowana przez Rzymian w odniesieniu do Wysp Brytyjskich; także nazwa prowincji rzymskiej istniejącej w latach 43–410, obejmującej w szczytowym okresie dzisiejszą Anglię, Walię i południową część Szkocji.

## Etymologia
Dzisiejsza Wielka Brytania była określana jako Britannia Maior (Brytania Większa), natomiast dzisiejsza Irlandia była określana mianem Britannia Hibernia (Hibernia).
Nazwa Brytania jest związana etymologicznie z Bretanią, krainą we Francji. Obydwa obszary były zamieszkiwane przez ludność celtycką. Nazwa Brytania pochodzi od Pretannia. Diodor Sycylijski określił ludność wysp brytyjskich jako Pretani.
Brytanią nazywano też południową część wyspy, dla odróżnienia od Kaledonii, nigdy nie podbitej przez Rzymian i odgrodzonej od Brytanii Wałem Hadriana.

## Ludność
Brytanię w czasach rzymskich zasiedlała głównie ludność celtycka: Brytowie na terenach dzisiejszej Anglii i Walii, Irlandczycy w Irlandii, oraz nieindoeuropejski lud Piktów na terenach dzisiejszej Szkocji. Po wycofaniu się Rzymian na początku V wieku, wyspy stały się celem najazdów plemion germańskich: Anglów, Sasów i Jutów.

## Historia

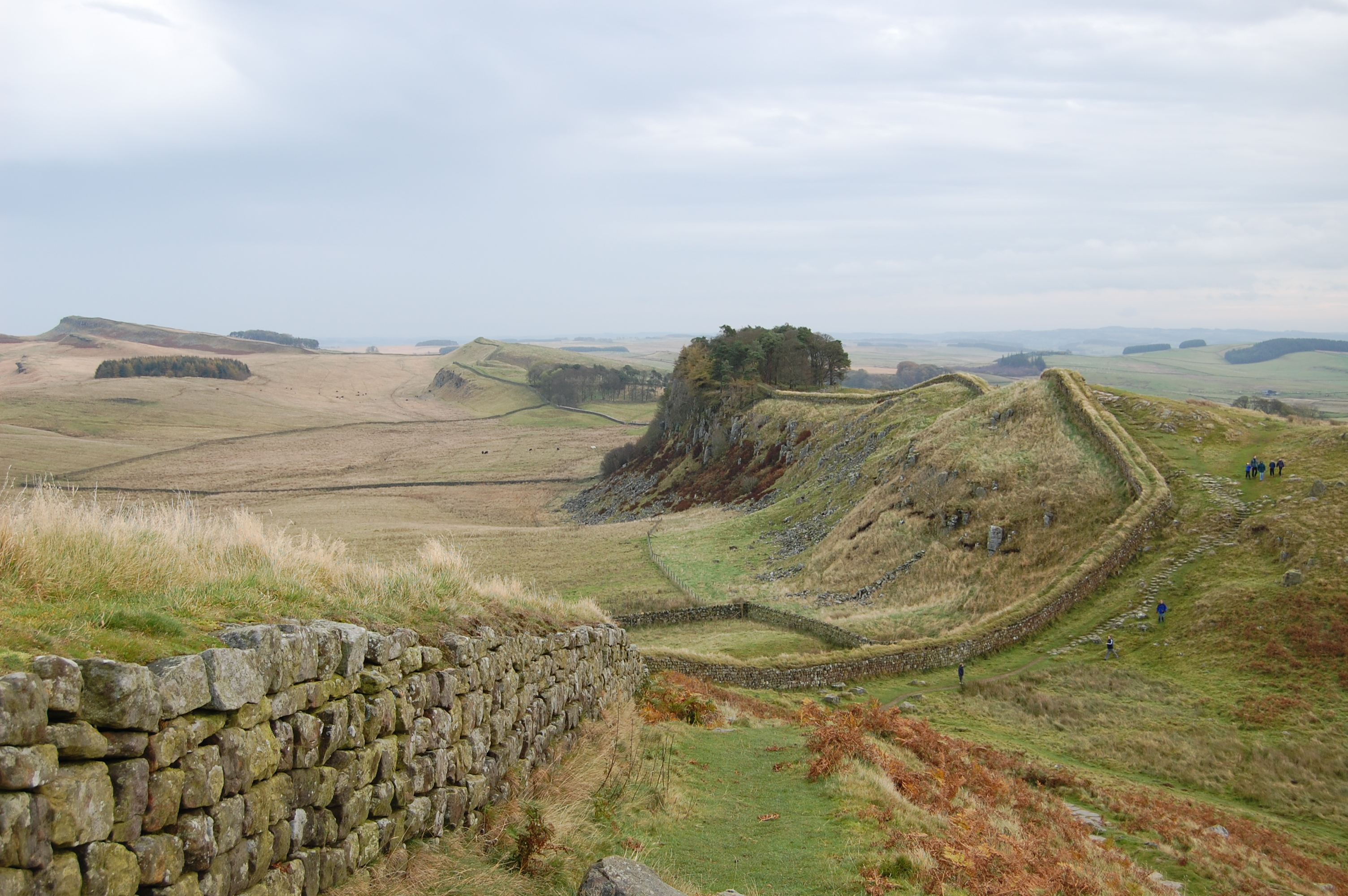
Wał Hadriana biegnący w poprzek Wielkiej Brytanii, wzniesiony w latach 122–128, wyznaczał północną granicę Cesarstwa Rzymskiego.

Pierwsze próby podboju wyspy podjął Cezar w latach 55–54 p.n.e., co uniemożliwiły mu wojny toczone w Galii. Po przygotowaniach podjętych za rządów Kaliguli najazdu dokonano za cesarza Klaudiusza w 43 r. n.e. (wódz Aulus Plaucjusz), stopniowo dokonując podboju dalszych obszarów. Około 128 r. ukończono budowę obronnego Wału Hadriana, oddzielającego terytoria opanowane przez Rzymian od obszarów niepodbitych. W 142 r. rozciągnięto tę granicę po linię pomiędzy Firth of Forth a Firth of Clyde w postaci kolejnego umocnienia, Wału Antonina.
Około 197 r. dokonano podziału wyspy na dwie prowincje (Britannia Superior i Inferior); ok. 305 w nowym podziale administracyjnym Dioklecjana zamieniono ją w jedną z 13 diecezji cesarstwa (Britanniae) podzieloną na 5 prowincji (Britanni I, Maxima Caesariensis, Flavia Caesariensis, Valentia, Britanni II). Od końca III wieku wystawiona była na ataki oraz najazdy barbarzyńców, przejściowo znajdując się też pod władzą lokalnych uzurpatorów (Karauzjusza i Allektusa) lub pretendentów (Magnus Maksymus).
Wraz z nadchodzącym upadkiem imperium Brytania była pierwszą na zachodzie prowincją utraconą przez Rzym. Przyjmuje się, iż w 416 r. pozostałe wojsko i administracja cywilna ostatecznie wycofały się na kontynent.

## Personifikacja
Personifikacja Brytanii powstała już czasach rzymskich. W epoce wiktoriańskiej i podczas I wojny światowej wizerunek ten służył jako antropomorfizacja narodu brytyjskiego oraz dla celów propagandowych Ententy.